# دستورالعمل کپی‌رایت در بازار یکپارچه دیجیتال
دستورالعمل کپی‌رایت در بازار یکپارچه دیجیتال (انگلیسی: Directive on Copyright in the Digital Single Market) یک دستورالعمل پیشنهادی توسط اتحادیه اروپا است که این دستورالعمل جزئی از دستورالعمل‌هایی است که برای هماهنگ‌سازی جنبه‌های مختلف حق تکثیر (copyright law) برای کشورهای مختلف اتحادیه اروپاست که هدف آن ساختن بازار واحد دیجیتال در در اتحادیه اروپاست. کمیته پارلمان اروپا در امور قانونی این پیشنهاد را در ۲۰ ژوئن ۲۰۱۸ تصویب کرد و نهایتاً این سند در ۱۵ آوریل ۲۰۱۹ به تصویب شورای اتحادیه اروپا رسید.